# テルル鉛鉱
テルル鉛鉱またはアルタイ鉱(Altaite)は、テルル化鉛からなる鉱物であり、黄白色で、等方性の結晶構造を持つ。方鉛鉱と多くの性質を共有し、方鉛鉱グループの1つである。非常に高い密度を持つ。テルル鉛鉱や他のテルル化鉱物は、ダナ分類では、硫化鉱物に分類される。
1845年にアルタイ山脈で発見された。他に、カザフスタンのジリャノフスク、ウィスコンシン州プライス郡のリッチー・クリーク鉱床、カザフスタンのコチュブラク金鉱床、メキシコソノラ州のモクテスマ、チリのコキンボ、その他で発見されている。